# Onthophagus panici
Onthophagus panici är en skalbaggsart som beskrevs av Rudolph Petrovitz 1964. Onthophagus panici ingår i släktet Onthophagus och familjen bladhorningar. Inga underarter finns listade i Catalogue of Life.